# Антигуа і Барбуда
Анти́гуа і Барбу́да (англ. Antigua and Barbuda[ænti ː ɡə] і [bɑrbju ː də], в пер. з іспанської — «стародавній» та «бородатий») — держава на островах Антигуа, Барбуда і Редонда в групі Малих Антильських островів у східній частині Карибського моря. Столиця і головний порт — Сент-Джонс. Площа — 442,6 км² , Населення — 83500.
З 1981 р. незалежна держава. Член Співдружності, Організації американських держав.
Очільник держави — монарх Великої Британії Карл III, представлений генерал-губернатором.
Має інститут губернатора з 1981 р. При владі з 1984 р. перебуває Партія Праці Антигуа.

## Адміністративний поділ

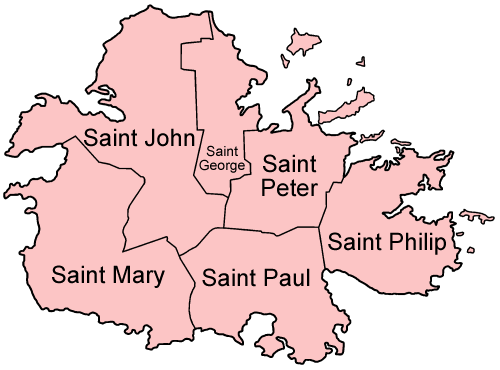
Округи Антигуа і Барбуда

Територія Антигуа і Барбуди розділена на 6 округів — Сент-Пітер і Сент-Філіп, Сент-Джордж, Сент-Джон, Сент-Мері, Сент-Пол — і 2 так звані залежні території — Барбуда і Редонда (насправді залежними територіями не є, тому що являють собою невід'ємні частини країни).
|    | Округ       | Центр      | Площа, кв. км | Чисельність населення, чол (2001) |
| -- | ----------- | ---------- | ------------- | --------------------------------- |
| 1. | Сент-Джордж | Пігготс    | 24,41         | 6 673                             |
| 2. | Сент-Джон   | Сент-Джонс | 66,96         | 45 346                            |
| 3. | Сент-Мері   | Боландс    | 63,55         | 6 793                             |
| 4. | Сент-Пол    | Фалмут     | 45,27         | 7 848                             |
| 5. | Сент-Пітер  | Парем      | 32,37         | 5 439                             |
| 6. | Сент-Філіп  | Фрітаун    | 40,67         | 3 462                             |
|    | Барбуда     | Кодрінгтон | 160,58        | 1 325                             |
|    | Редонда     | нема       | 1,50          | нема                              |

## Історія
Перші індіанські племена (сібонеї) заселили Антигуа приблизно за 2500 років до н. е. На початку нашої ери на Малі Антили з території сучасної Венесуели переселилися індіанці-араваки, що займалися землеробством. У XIII ст. войовничі племена карибів витіснили араваків, проте, так і не створили поселень на Антигуа і Барбуда.
У 1493 році о. Антигуа був відкритий іспанською експедицією Христофора Колумба, яка назвала його Санта-Марія-де-ла-Антигуа (на ім'я церков в м. Севілья). Через нестачу води на острові та набіги карибів Антигуа і Барбуда довго не заселялися європейцями. У 1632 на Антигуа поселилися англійці з о. Сент-Кіттс. У 1663 король Карл II офіційно подарував острів лордові Уїллоубі, який направив на нього велику групу поселенців. Вони почали вирощувати бавовну, тютюн, індиго та імбир. У 1666 острів був зайнятий Францією, але, за договором в Бреді, він був повернений Англії. У 1671 Антигуа і Барбуда разом з островами Сент-Кіттс, Невіс, Ангілья і Монтсеррат увійшли до складу колонії Британські Підвітряні острови. У 1689 король Вільгельм III наказав скликати на кожному з островів Асамблею, що складається із землевласників і плантаторів.
У 1674 році Крістофер Кодрінгтон (губернатор у 1689—1704 рр.) заснував на Антигуа першу велику плантацію цукрової тростини і почав освоювати о. Барбуда як базу для постачання своєї плантації. Вирощування цукрової тростини перетворилося на основу економіки острова, для роботи на плантаціях почали завозити рабів з Африки. До середини XVIII ст. на Антигуа було близько 150 заводів з переробки тростини.

### ХІХ століття
У 1816 році Підвітряні острови були розділені на дві окремі колонії. Одна з них складалася з островів Антигуа, Барбуда і Монтсеррат. У 1833 році колонія Підвітряні острови була відновлена, і Антигуа стала її центром (резиденцією генерал-губернатора). У 1834 рабська праця на плантаціях Антигуа була відмінена, але колишні раби залишилися в економічній залежності від плантаторів. Появі вільного селянства перешкоджав брак землі і грошових коштів.
У 1871 році на Антигуа діяли Законодавча і Виконавча ради. У 1898 Законодавча рада саморозпустилася, і на острові була введена система коронної колонії. Нова рада на чолі з губернатором складалася з 16 призначених членів.

### ХХ століття
У 1936 році Рада була реорганізована: тепер вона складалась з 3-х чиновників, 3-х призначених та 5-ти обраних членів.
Попит на цукор різко впав під час світової економічної кризи 1930-х, що призвело до спаду в місцевій економіці. У 1939 році королівська комісія рекомендувала дозволити діяльність профспілкового руху, згодом, у 1940 році, виник Профспілковий і робочий союз, розвернувся страйковий рух. За британо-американською угодою 1940 року, США отримали на Антигуа в оренду територію для створення військової бази строком на 99 років.
У 1946 році Віе Корнуелл Берд, який з 1943 року очолював Профспілковий і робочий союз, заснував Лейбористську партію Антигуа (1946), яка перемогла на виборах в тому ж році. У 1951 на Антигуа було введено загальне виборче право, і ЛПА перемогла на виборах в Законодавчу раду. У 1958—1962 рр. Антигуа входила до складу Вест-Індської федерації, в 1960 колонія Підвітряні острови була офіційно розформована, і Антигуа стала окремим британським володінням. Віе Берд зайняв пост головного міністра.
У 1967 році Антигуа надано статус «асоційованої з Великою Британією держави» з правами внутрішнього самоврядування. Питання оборони і зовнішньої політики залишилися у веденні британського уряду, а виконавча влада на острові перейшла в руки місцевого уряду на чолі з прем'єр-міністром В.Бердом.
На загальних виборах 1971 року ЛПА вперше зазнала поразки, до влади прийшов опозиційний Прогресивний лейбористський рух (ПЛД), що спирався на створений у 1967 році Союз робочих Антигуа. Новий прем'єр-міністр Джордж Волтер заявив про прагнення провести демократичні перетворення на користь трудящих, а у вересні 1972 року — про намір домогтися надання повної незалежності після 1976 року. Проте, Волтер відмовився підписати акт про незалежність, наполягаючи в ході переговорів з Великою Британією на створенні однопалатного парламенту, введенні представницької виборчої системи і розширенні самоврядуванні Барбуда.
Економічний стан країни на початку 1970-х погіршав. У 1972 у зв'язку з кризою в цукровій промисловості, цукрові заводи були закриті. У 1976 ЛПА повернулася до влади, і В.Берд знов очолив уряд країни. У квітні 1980 року ЛПА знов виграла вибори. Після тривалих переговорів Велика Британія погодилася надати Антигуа і Барбуда фінансову допомогу у розмірі 18 млн дол. протягом перших 10 років після здобуття незалежності. У 1980 уряд прийняв п'ятирічний план розвитку, в якому головна роль відводилася розвитку сільського господарства і промисловості, перш за все, нафтопереробці.
1 листопада 1981 року Антигуа і Барбуда стала незалежною державою. Народний рух Барбуда, що виступав за відділення острова від Антигуа, відмовився підписати акт про незалежність, хоча Барбуда отримав внутрішнє самоврядування.
Фактична влада в країні перейшла до сімейного клану Бердів, який, до того ж, володів найбільшою телевізійною станцією. Достатньо успішна трансформація економіки і розвиток туризму привели до істотного підвищення добробуту значної частини населення. ЛПА перемагала на загальних виборах у 1984 і 1989 рр.
Наприкінці 1980-х розгорілася боротьба за лідерство між синами В.Берда — Лестером і Віе-молодшим. В.Берда-молодшого було звинувачено у зв'язках з торгівцями наркотиками і нелегальній торгівлі зброєю; у 1990 він вимушений був вийти зі складу уряду. У січні 1992 року повідомлення про привласнення прем'єр-міністром 25 тис. дол. викликало масові демонстрації протесту; опозиція оголосила загальний страйк. 82-річний В.Берд вимушений був дати обіцянку піти з політики. У 1993 році він передав пост лідера ЛПА своєму синові Л.Берду, який очолив уряд країни після виборів у березні 1994 року.
У 1995 році престиж ЛПА було підірвано, коли брат прем'єр-міністра Айвор Берд був затриманий з партією наркотиків. США оголосили Антигуа центром відмивання грошей. У 1997 році опозиційна Об'єднана прогресивна партія (ОПП) вперше в історії бойкотувала засідання парламенту. Перед виборами 1999 р. за ініціативою правлячої партії парламент прийняв поправку до виборчого закону, що дозволяла використовувати телебачення в ході передвиборчої кампанії. Перемога знову дісталася ЛПА, але опозиція звинуватила владу в численних порушеннях.
У грудні 1999 року була створена комісія з конституційної реформи: планувалося розширити автономію Барбуда і вирішити питання про перехід до республіканської форми правління.

### ХХІ століття
На початку 2000-х в країні спалахнули нові скандали. Клан Бердів все голосніше звинувачували в корупції. Уряд критикували за хабарництво, привласнення фондів національного плану медичного страхування.
У 2004 році, а потім і в 2009 на парламентських виборах перемогу здобула опозиційна Об'єднана прогресивна партія.

## Географія
Держава складається з двох порівняно великих островів і декількох невеликих. Антигуа — найбільший (280 км²). Острів Барбуда, знаходиться за 48 км на північ від Антигуа, є другим за величиною островом (161 км²). Маленький безлюдний острів Редонда (1,6 км²), приблизно за 40 км на захід від Антигуа, також є частиною держави Антигуа и Барбуда. В ландшафті в основному переважають низини. Найвища точка Антигуа — пагорб Боггі (402 м). Найвища точка Барбуда — 32 м.
Столиця держави — місто Сент-Джонс, розташоване на острові Антигуа. Найбільшим поселенням на о. Барбуда є Кодрінгтон. На островах переважає теплий тропічний клімат, з постійною температурою протягом року. Найкращі погодні умови — з кінця листопада до початку травня.

## Державний устрій
Антигуа і Барбуда — незалежна держава у складі Співдружності, очолюваної Великою Британією. Діє конституція від 1 листопада 1981 р.
Очільник держави — король Великої Британії Карл III (Charles III), представлений генерал-губернатором, який має місцеве громадянство. Генерал-губернатор — Луіза Лейк-Тек (жін.). Приступила до виконання обов'язків 17 липня 2007 р.
Законодавча влада здійснюється двопалатним парламентом у складі сенату і палати представників. Термін повноважень парламенту — 5 років. Сенат складається з 17 членів, які призначаються генерал-губернатором, 11 з яких — за згодою з прем'єр-міністром, 4 — з лідером опозиції, один — з Радою Барбуда і один — з генерал-губернатором. Голова сенату обирається з числа членів сенату. Він не може бути міністром чи парламентським секретарем. Палата представників складається з 17 членів, які обираються загальним голосуванням. Спікер обирається з числа членів палати. Голова сенату — Хейзілін Френсіс (Hazelyne Francis, жін.). Спікер — Жізель Ісаак-Арріндель (Giselle Isaac-Arrindel, жін.), обрана 12 березня 2009 р.
Виконавча влада здійснюється урядом на чолі з прем'єр-міністром, якого призначає генерал-губернатор. Уряд підзвітний парламенту. Прем'єр-міністр і міністр закордонних справ — Болдвін Спенсер (Baldwin Spencer).

### Політичні партії
Лейбористська партія Антигуа (Antigua Labour Party — ALP). Заснована у 1968 р. Лідер — Лестер Брайант Берд (Lester Bryant Bird). Голова — Гастон Браун (Gaston Browne). Друкований орган — газета «Уоркерз войс» (The Worker's Voice).
Народний рух Барбуда (Barbuda People's Movement — BPM). Виступає за самостійність Барбуда. Голова — Фабіан Джонс(Fabian Jones).
Об'єднана прогресивна партія (United Progressive Party — UPP). Заснована в 1968 р. у результаті об'єднання трьох партій: Об'єднаної національної демократичної партії, Прогресивного лейбористського руху і Карибського визвольного руху Антигуа. Лідер — Болдуїн Спенсер (Baldwin Spencer). Голова — Леон Симістер (Leon Symiste).

## Населення
Населення — 86,8 тис. (липень 2010). Річний приріст — 1,3 %. Народжуваність — 16,4 на 1000 жителів, смертність — 5,8 на 1000, імміграція — 2,4 на 1000. Середня тривалість життя — 73 роки у чоловіків, 77 років у жінок. Міське населення становить 30 %, сільське — 70 %. Вікова група до 15 років — 26 % населення, від 15 до 65 років — 67 %, старші 65 років — 7 %.

## Економіка
Основа економіки Антигуа і Барбуда — туризм, що дає понад половини ВВП. Обслуговування іноземних туристів приносить країні 70-80 % валютних надходжень і дає роботу близько 70 % населення. Основні курорти розташовані на Антигуа.
Сільськогосподарське виробництво обслуговує переважно внутрішній ринок, що потерпає через дефіцит прісної води і брак робочої сили, яка віддає перевагу більш високооплачуваній зайнятості в сферах туризму і будівництва. Три чверті земель належать державі. В країні вирощують бавовну, цукрову тростину, овочі, цитрусові та інші фрукти, розводять худобу. У прибережних водах ловлять рибу і омарів.
Є підприємства харчової, нафтопереробної і легкої промисловості. Проводяться на експорт одяг, білизна, ремісничі вироби і електронні деталі.
Антигуа і Барбуда імпортує нафтопродукти, готовий одяг, промислове і транспортне устаткування, фарби, меблі, оцинковане залізо, цукор-сирець, патоку, бавовну, цитрусові, омарів. Експорт прямує переважно в країни Європейського Союзу: Німеччину, Велику Британію і Францію.
Ввозяться продовольство, пиломатеріали, нафта і хімічні продукти, продукція машинобудування, транспортне устаткування, продукти легкої промисловості. Головні партнери по імпорту — США, Сінгапур, Китай, Польща, Тринідад і Тобаго, Велика Британія.

## Засоби масової інформації
- "Антигуа сан "(Antigua Sun). Щоденна газета. Видається у Сент-Джонсі. Заснована у 1997 р.
- «Дейлі обсервер» (Daily Observer — « Щоденний спостерігач»). Щоденна газета. Видається у Сент-Джонсі. Тираж 4 тис.
- «Воркерз войс» (The Worker's Voice — «Голос робітника»). Щотижнева газета. Видається у Сент-Джонсі. Заснована у 1944 р. Тираж 6 тис. Офіційний орган Лейбористської партії Антигуа і Професійної і робітничої спілки Антигуа.

### Радіо і телебачення
- «Антигуа енд Барбуда бродкастінг сервіс» (Antigua and Barbuda Broadcasting Service). Урядова радіомовна служба Антигуа. Розташована у Сент-Джонсі.
- «АБС- Радіо» (ABS Radio). Засновано в 1956 р. Знаходиться у Сент-Джонсі.
- «АБС- Телебачення» (ABS Television). Заснована у 1964 р. Розташована у Сент-Джонсі.

## Міжнародні відносини
Антигуа і Барбуда та Україна встановили між собою дипломатичні відносини 17 березня 1993 р.
6 лютого 2018 року у Вашингтоні (США) відбулося підписання угоди про взаємне скасування віз між Україною та Антигуа і Барбуда. Безвізова угода передбачає перебування в країні на термін, що не перевищує 90 днів протягом 180 днів. Підписання документів відбулося у Вашингтоні за участю посла України в США Валерія Чалого та посла Антигуа і Барбуди в США Рональда Сандерса. Підписання цієї угоди важливо не тільки для розвитку туристичних можливостей, але і для захисту прав та інтересів громадян за кордоном, інформування країн Карибського регіону про ситуацію в Україні.